# Bergischer Panoramasteig
Der Bergische Panoramasteig ist ein 2013 eröffneter Fernwanderweg im Oberbergischen Land. Er führt als 244 km langer Rundwanderweg durch die Gebiete des Oberbergischen  und des Rheinisch-Bergischen Kreises. Der Weg ist vom Sauerländischen Gebirgsverein (SGV) mit einem gelben Wegzeichen und der Bezeichnung Bergischer Panoramasteig einheitlich markiert und vom Deutschen Wanderverband seit 31. August 2022 als „Langer Qualitätsweg“ zertifiziert.
Vom 21. bis 23. Oktober 2016 wurde der gesamte Panoramasteig erstmals nonstop begangen, der Sportler Tim Fischer bewältigte die Strecke im Rahmen eines Ultramarathons in der Zeit von 55 Stunden und 50 Minuten.

## Geografie
Der Bergische Panoramasteig führt vom Aggertal nach Lindlar und weiter zur Großen Dhünntalsperre. Über Hückeswagen und Radevormwald kommt der Wanderweg nach Wipperfürth. Vorbei an Lingesetalsperre und Genkeltalsperre führt der Panoramasteig nach Marienheide und auf das Nutscheid. Das letzte Wegstück leitet schließlich durchs Homburger Ländchen zurück an die Agger.

## Etappen

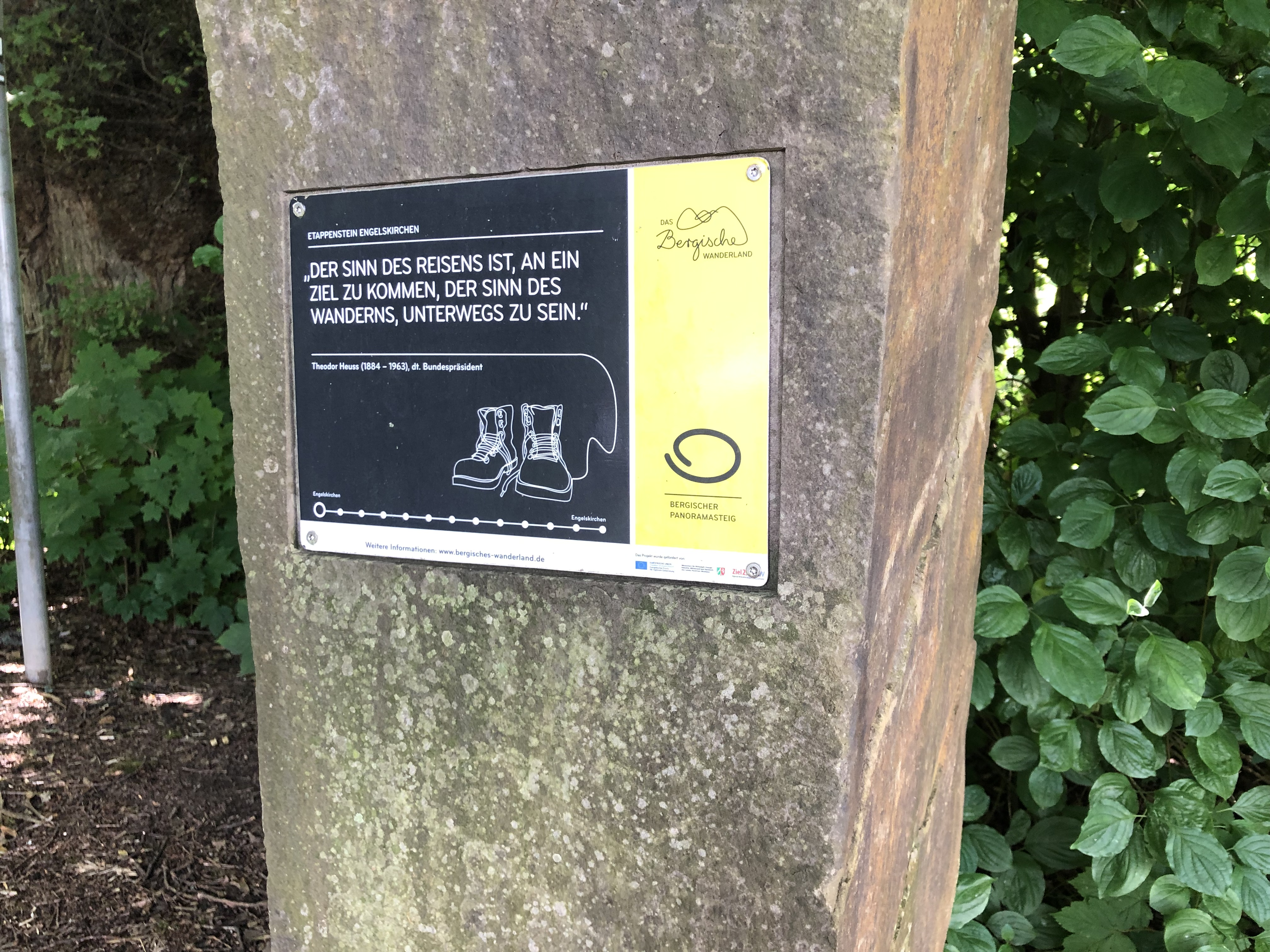
1. Etappenstein

Eine detaillierte Etappenbeschreibung findet sich bei den Weblinks.
| Etappe | Länge [km] | Strecke                               | Sehenswürdigkeiten |
| ------ | ---------- | ------------------------------------- | --- |
| 01     | 15,8       | Ründeroth-Lindlar                     | Ründeroth, Schloss Heiligenhoven                                                                                                 |
| 02     | 18,9       | Lindlar – Biesfeld                    | Freilichtmuseum Lindlar |
| 03     | 18,4       | Biesfeld – Dhünn (Wermelskirchen)     | Große Dhünntalsperre |
| 04     | 22,0       | Dhünn (Wermelskirchen) – Radevormwald | Hückeswagen (Altstadt und Schloss), Wuppertalsperre                                                                              |
| 05     | 22,8       | Radevormwald – Wipperfürth            | Radevormwald, Egen, Neyetalsperre                                                                                                |
| 06     | 20,2       | Wipperfürth – Marienheide             | Wipperfürth (Altstadt, Kloster), Lingesetalsperre                                                                                |
| 07     | 24,6       | Marienheide – Bergneustadt            | Genkeltalsperre, Lieberhausen („Bonte Kerk“)                                                                                     |
| 08     | 22,1       | Bergneustadt – Wildbergerhütte        | Bergneustadt (Altstadt), Evangelische Kreuzkirche (Wiedenest)                                                                    |
| 09     | 16,8       | Wildbergerhütte – Morsbach            | Wiehltalsperre (mit Kombacher Insel), Altstadt Morsbach                                                                          |
| 10     | 19,1       | Morsbach – Waldbröl                   | Morsbacher Aussichtsturm; Waldbröl (Altstadt)                                                                                    |
| 11     | 23,0       | Waldbröl – Nümbrecht                  | Naturerlebnispark Panarbora, Altstadt Nümbrecht                                                                                  |
| 12     | 20,8       | Nümbrecht – Ründeroth                 | Aussichtsturm auf dem Lndchen (341 m), Schloss Homburg, Hochmoore am Immerkopf (364 m) Aussichtsturm auf der Hohen Warte (359 m) |

## Anschlusswege
Unter der Dachmarke Das Bergische Wanderland wurden entlang des Rundweges Bergischer Panoramasteig ergänzende Wanderwege eingerichtet:
- Bergischer Weg (259 km): Im Bereich Altenberg und Much gibt es jeweils einen Verbindungsweg.[4]
- Bergische Streifzüge, von den insgesamt 25 Tagesrundwege liegen elf an der Strecke bzw. vier am ausgezeichneten Zuweg.[4]

Zertifizierte Wanderwege müssen eine Vernetzung mit anderen Wanderwegen aufweisen; bemerkenswerte:
- Zwischen Marienheide und Bergneustadt gibt es Anschluss an den Sauerland-Höhenflug.